# Pamphlebia rubrolimbraria
Pamphlebia rubrolimbraria là một loài bướm đêm trong họ Geometridae.